# 萬宜水庫
萬宜水庫（英語：High Island Reservoir）位於香港西貢區，是香港儲水量最大的水庫，容量達2.81億立方米。萬宜水庫由當時的港英政府興建，工程計劃於1969年展開，1971年動工，1978年11月底完工，是香港最新建成的水塘，連同香港第2大水庫船灣淡水湖已佔去全港水塘總儲水量5.86億立方米的87.2%。萬宜水庫面積約6.67平方公里，集水區的面積僅及船灣淡水湖的四分之三，但因為萬宜水庫的水壩築得較高，因此容量比船灣淡水湖多約22%。
萬宜水庫是1970年代香港耗資最龐大的工務工程，1978年完工時用了13.5億港元，港英政府亦首次因應工務工程需要而改變地方行政區分割，將新界南約理民府分拆為西貢理民府及離島理民府，這亦成為全港範圍最廣的郊野公園。建造過程淹沒了不少村落，包括爛泥灣村。與大欖涌水塘一樣因為山勢關係而產生出島嶼－水徑頂。
水庫原址為官門（又稱官門海峽或官門水道），與船灣淡水湖同屬在海中興建的水庫。工程包括在官門兩端築起兩條主要堤壩，將西貢半島及當時香港第三大島糧船灣洲連接起來。這兩條堤壩高達64米，另有三條副壩。
萬宜水庫獲由香港郊野公園之友會、國際獅子總會港澳303區及漁農自然護理署舉辦，「香港十大勝景選舉」第四名。鄰近海岸為破邊洲。
香港提供的台风名称“萬宜”也是来源于萬宜水庫。

## 歷史

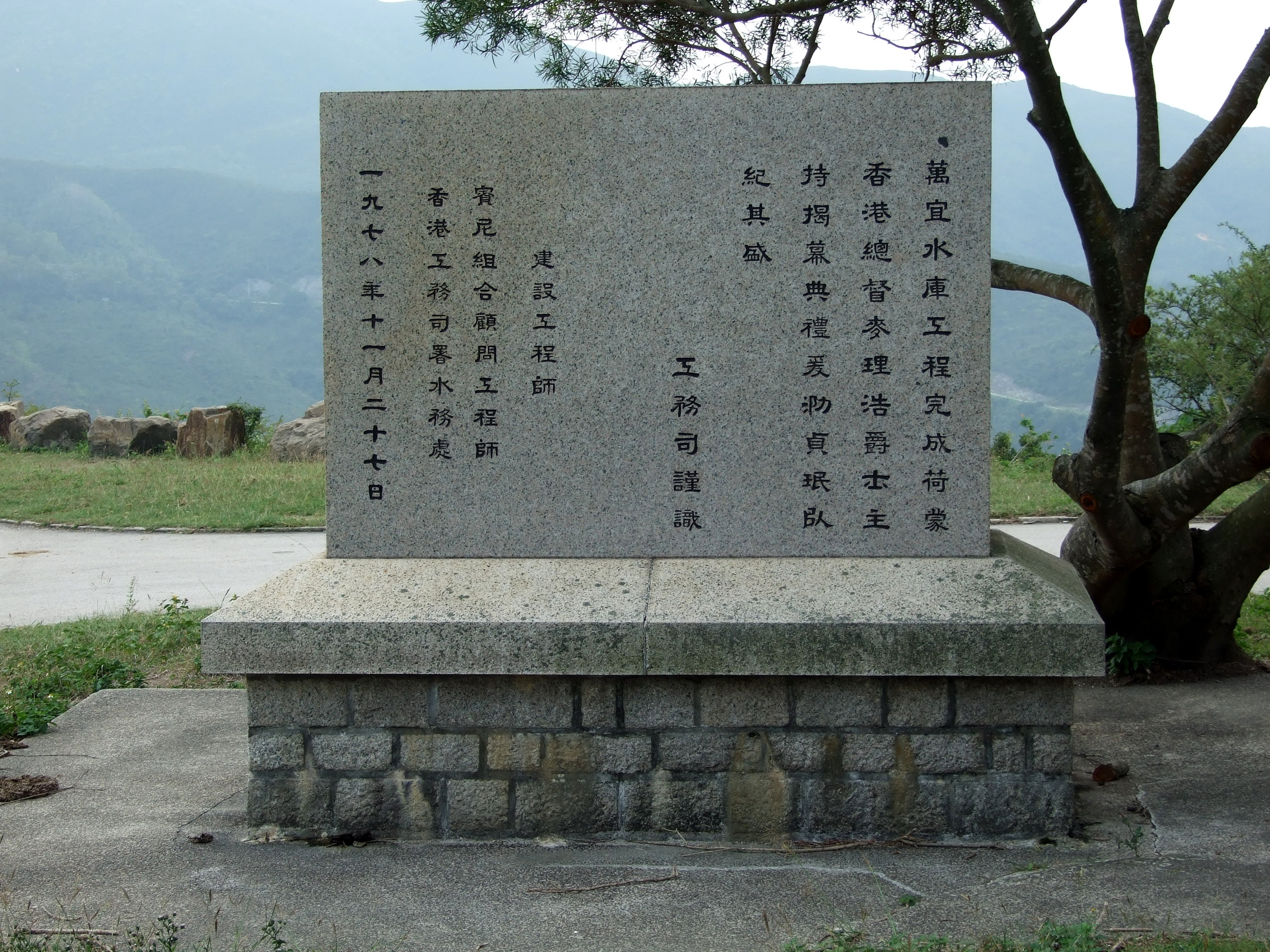
位於西壩的萬宜水庫落成紀念碑

香港在1950年代先後興建大欖涌水塘及石壁水塘，但同期香港人口暴漲，用水量大增，製造業亦需要大量工業用水，香港水塘的總儲水量仍不敷使用，港英政府在1960年動工建造船灣淡水湖，儲水量遠比之前落成的水塘龐大，可是無法趕及應付1960年代的旱災，雖然香港在1961年首次跨境購入來自廣東省的淡水，但中國方面的東深供水工程要到1965年才完工，所以在1963年至1964年的嚴重水荒時期，香港需要每四天供水一次。香港在1965年東深供水工程完工後開始購入東江水填補本地水源的不足，可是在1966年中共最高領導人毛澤東於中國發動文化大革命，香港左派也在1967年在香港發起六七暴動，由於中國政府支持這場左派暴動，在此期間中港關係急劇惡化，跨境供水亦大受影響，當年香港又遭逢春夏乾旱，2月已開始分階段制水，到入夏後仍然缺乏降雨，各水塘的存水量持續減少，有部分水塘更露出乾裂的塘底，但受到文革及左派動亂的干擾，中國政府拒絕港府購買東江水的要求，面對持續嚴峻的旱情，香港需要進一步減慢淡水的消耗，港府惟有實施更嚴格的制水，7月13日起將市區民居的供水時間縮短至每四天供水四小時，直至8月中旬先後有兩個颱風「愛莉斯」及「姫蒂」吹襲香港，颱風為香港帶來連日降雨，在連場大雨下若干水塘的水位上漲至需要排洪，香港才得以在8月23日恢復全日供水。雖然港府在同年12月成功平息六七暴動，旱情也因為8月中旬開始降雨量大幅增加而得到大大舒緩，中國當局亦於10月恢復出售東江水，但其時在中央文化革命小組領導下中國的文革仍然處於熾烈時期，港府因此不敢過於依賴跨境供水，下定決心擴大香港境內的集水區及儲水系統。1968年船灣淡水湖完工啟用，證明在海中建造水庫的做法可行，而為了應付不斷增長的食水需求，港府在1969年規劃建造另一個類似船灣淡水湖的大型水庫，並籌建樂安排海水化淡廠，強化香港供水的穩定性，減少水荒的發生機會。新水庫的選址在西貢半島南岸與糧船灣洲之間的官門水道，故曾被稱為「糧船灣淡水湖」，但為避免中文名稱與剛啟用的船灣淡水湖混淆，遂改以在水庫範圍內的萬宜村為名，最終中文定名為「萬宜水庫」，而當年亦有稱作「萬宜淡水湖」，至於英文名稱則維持以糧船灣的英文（High Island）命名。
建造水庫需要先在官門東西兩端的最狹窄處修築兩道堤壩，將該處的海水分隔，然後把堤壩內的海水抽出，再注入淡水，使之形成一個大型的人工淡水湖，預期儲水量可達500至750億加侖。建造費最初預算為7.5億港元，較船灣淡水湖高出1.5億。為了方便進行工程，及避免在集水區附近有人畜聚居造成水源污染，需要將五條村落共四百多名村民遷移至別處，政府興建新樓宇安置村民，包括在西貢墟新填海興建的萬宜灣新村、沙咀新村等，而漁民亦被遷至官門漁村、萬宜漁村等地。
1969年，立法局財政委員會批准撥款2710萬港元進行初步測驗和設計，又撥出2990萬港元興建道路連接。1971年5月1日，萬宜水庫獲得立法局通過撥款起初政府撥款8億5000萬港元興建，水庫容量為600億加侖，使香港存水量增至5.86億立方米（1,289.2億加侖），是全球首個以大壩圍封海岸而建成的大型水庫。7月，四條試驗性質的堤壩建成。
1973年5月，萬宜水庫的輸水隧道打通。1974年5月，萬宜水庫的兩座輔壩完工。
1978年11月27日，萬宜水庫終告完工，總投資額遠超預算，達到13.5億港元。主持啟用禮的香港總督麥理浩表示萬宜水庫的落成是香港中外人士共同努力的成果。

## 工程

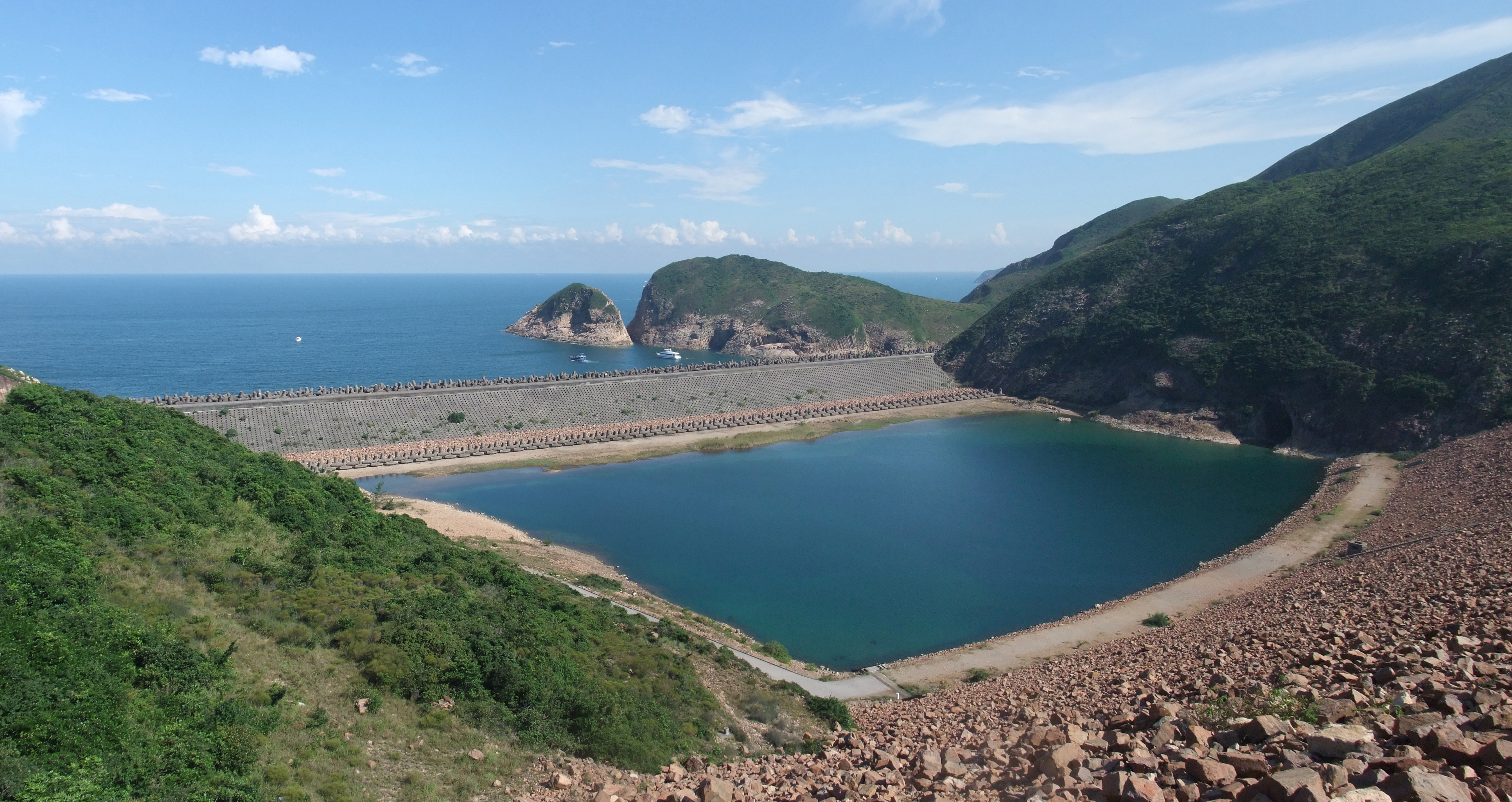
萬宜水庫東壩以及其巨大的錨形石防波副堤（弱波堤），圖片右下方部分為緩衝區

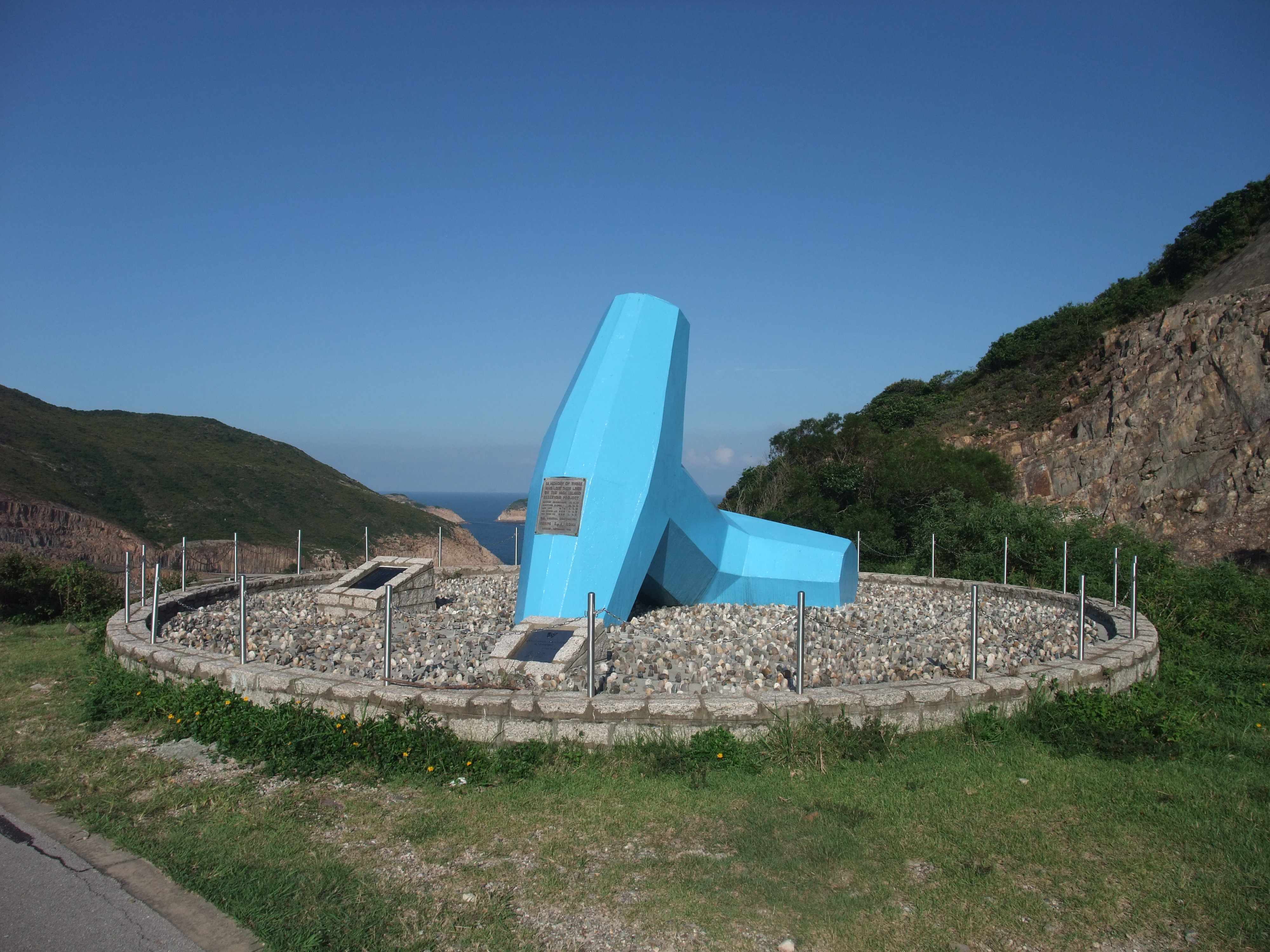
位於東壩的萬宜水庫錨形石紀念碑

整個萬宜水庫興建於白堊紀形成的火成流紋岩地形上。要在大海建造萬宜水庫，工程人員最終決定興建東、西兩條主壩。東壩面向南海，長1,593呎，高348呎；西壩面對牛尾海及糧船灣海，長2,470呎，高333呎，工程極為複雜。為了對抗外海海浪的侵蝕，東西兩條主壩每條都以主副壩形式建立，以主壩攔蓄淡水，同時以副壩（弱波堤）對抗海浪侵蝕，主壩和副壩間由緩衝區隔開。東壩以其副壩上的巨大複雜混凝土製防波副堤而著名。東壩防波堤以超過2,500個各重25公噸的雙T形混凝土消波塊組成，直接面向外海。西壩由於位於內海灣內，沖蝕遠較東壩為少，所以未設置混凝土防波堤，而只以流紋岩石塊堆成副堤。
在興建主壩之前，首先要在建築堤壩地點建造圍堰，將海水隔開，抽乾海床範圍內的海水，挖除黏土和沙，才可以築堤壩，使主壩能穩固地建造在堅硬的岩石上。除主壩外，糧船灣洲、西貢半島建有3條規模較小的副壩，以此封閉相鄰的山谷，並防止水庫滿溢。
萬宜水庫的輸水網絡包括了多條直徑10至13呎、共長約25哩的輸水隧道，隧道主線長74,000呎（14哩），由萬宜水庫北潭涌起，橫越整個西貢半島，經西貢大環村至沙田濾水廠。
此外北潭凹隧道、西灣隧道等6條支線、共長26,000呎（5哩）的輸水隧道系統，主要收集低地河流溪澗的水。全部輸水隧道於1975年完成，使船灣淡水湖的存水，亦可透過輸水系統，引至萬宜水庫。水管網絡的分佈相當細密，更可與船灣淡水湖存水互調，使全香港淡水資源調配更加靈活。
值得一提的是，獅子山隧道北行管道（該管道正式名稱為第二獅子山隧道）也是萬宜水庫配套工程的一部分，除了改善進出沙田的交通及為該區引進煤氣供應，同時亦增加連接沙田濾水廠至市區的水管數目至6條，以便將來自水庫並經處理的食水輸出。
在整個建築過程中，共有5名工程和建築工人殉職。在東壩上的路旁，豎立了一個巨型藍色錨形石，便是為了紀念興建水庫時犧牲的工程人員。

## 難民營

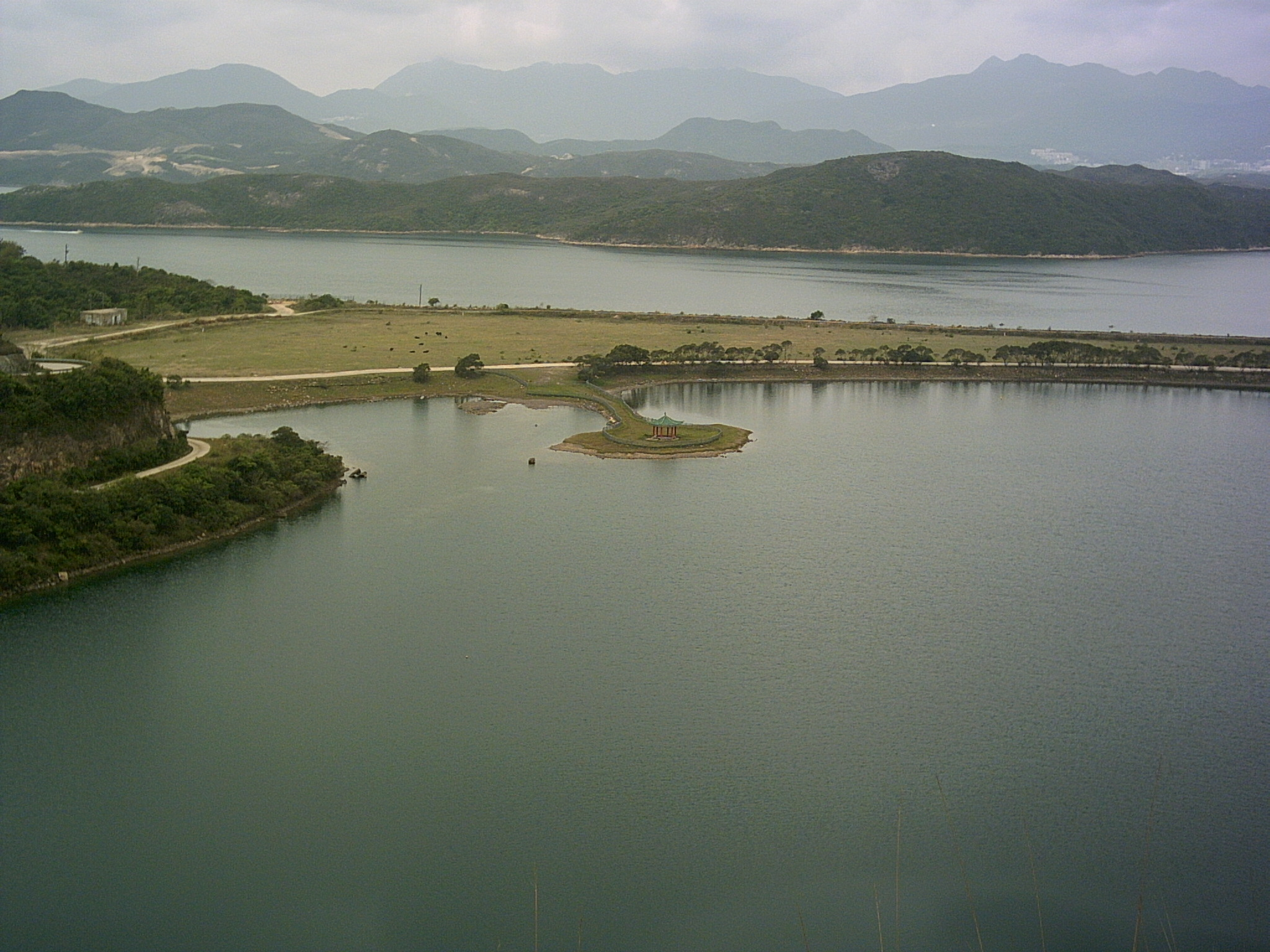
萬宜羈留中心現址

在香港1980年代，港英政府面對著越南船民問題，於是在萬宜水庫西壩興建萬宜羈留中心，但在興建時有西貢居民曾靜坐抗議。該中心已於1998年5月26日關閉，現作為創興水上活動中心及香港天文公園用地，而亦會借出供香港童軍總會舉辦大型露營活動之用。包括於2007年7月29日至8月3日的慶祝童軍百周年世界同步大露營。

## 區議會議席分佈
萬宜水庫由於屬於郊野公園地帶，人口不多，所以往往加入其他地方而組合為西貢離島選區，選出一名區議員。
| 年度/範圍                      | 2000-2003    | 2004-2007    | 2008-2011    | 2012-2015    | 2016-2019    | 2020-2023    |
| ------------------------------ | ------------ | ------------ | ------------ | ------------ | ------------ | ------------ |
| 西貢郊野公園管理站大網仔路一帶 | 西貢離島選區 | 西貢離島選區 | 西貢離島選區 | 西貢離島選區 | 西貢離島選區 | 西貢離島選區 |

註：以上主要範圍尚有其他細微調整（包括編號），請參閱有關區議會選舉選區分界地圖及條目。

## 交通
位於西貢東郊野公園內的香港聯合國教科文組織世界地質公園，一向為郊遊人士的熱門旅遊點，但由於交通配套不足，加上西貢萬宜路屬於水塘禁區，禁止自行駕車進入（持有禁區紙者不在此限），民眾只能依靠的士或徒步前往，下午至晚上回程時不時出現民眾等候的士大排長龍的場面，同時衍生濫收車資的問題。
有見及此，運輸署於2018年1月建議新界區專線小巴9號線每逢星期日及公眾假期下午時段，以試驗性質提供來往北潭涌至萬宜水庫東壩，途經大網仔路及西貢的輔助路線，以2部專線小巴行走，以舒緩萬宜水庫一帶交通不足的問題及遏止「黑的」劏客問題。最後該輔助服務獲獨立編號為9A，於2018年7月22日起投入服務，計劃實施後約3個月再作檢討。
類似問題在日益增加的內地旅客來訪時再度爆發，2025年3月22日，超過500人在東壩等候小巴離去，小巴需要額外加班兩小時清理人流。此後，運輸署與警方、水務署等多個部門召開會議，商討解決方案，水務署擴闊西貢萬宜路，並於5月1日的大陸黃金周期間試行將9A小巴在平日服務。

## 站外鏈結
- 航拍萬宜水庫紀錄
- 香港水務署歷史資料
- 深圳水務網資料
- 水務署 - 萬宜水庫
- 香港地方 - 香港水塘（二）新界東 （页面存档备份，存于）
- 西貢旅遊網 - 大話西貢 - 移山堵海解民困—萬宜水庫的建立 （页面存档备份，存于）